# (3471) Amelin
(3471) Amelin (1977 QK2) – planetoida z pasa głównego asteroid okrążająca Słońce w ciągu 5,7 lat w średniej odległości 3,19 j.a. Odkrył ją Nikołaj Czernych 21 sierpnia 1977 roku.